# Grammia ochracea
Grammia ochracea là một loài bướm đêm thuộc phân họ Arctiinae, họ Erebidae.